# Clarence Hobart
Clarence Hobart (født 27. juni 1870 i Waltham, Massachusetts, USA, død 2. august 1930 i Asheville, North Carolina, USA) var en amerikansk tennisspiller, der gennem sin karriere vandt seks titler ved US National Championships i tennis – tre i herredouble (1890, 1893 og 1894) og tre i mixed double (1892, 1893 og 1905). Hans bedste resultat i herresingle ved US National Championships var, da han nåede udfordringsrunden i 1891.
Mixed double-titlen i 1905 vandt han sammen med Augusta Schultz, som han blev gift med i 1895.
I 1899 vandt han det åbne tyske mesterskab, der blev spillet i Homburg, ved først at besejre Arthur Gore i all comers-finalen med 3-0 i sæt og dernæst at vinde over ireren Harold Mahoney i udfordringsrunden med 3-2 i sæt. Samme sted nåede han finalen i Homburg Cup men tabte i finalen til Wimbledon-mesteren Reggie Doherty efter at have ført med 2-0 i sæt. På en tur til Europa i 1903 nåede han finalen i Kent Championships og den internationale turnering i Oostende men blev besejret af henholdsvis Arthur Gore og Paul de Borman.
I 1907 deltog Hobart i Longwood-turneringen, der på det tidspunkt var den næstvigtigste turnering i USA, kun overgået af US National Championships, og vandt all comers-turneringen. Dette gav adgang til en kamp om titlen mod den forsvarende mester, Bill Larned, men han nægtede at spille med følgende begrundelse:
"Jeg har i mange år været modstander af sædvanen med at lade den forsvarende mester sidde over i vores turneringer,... af den åbenlyse årsag at det er uretfærdigt at stille en træt mand over for en frisk, og lige så uretfærdigt at give mesteren kun en chance for nederlag, mens udfordreren nødvendigvis må have adskillige."
Hans afvisning bidrog til at systemet med udfordringsrunden ved US National Championships blev afskaffet i 1912.
Clarence Hobart døde den 2. august 1930 som følge af et uheld ved et svømmebassin i Asheville, North Carolina.